# ستيوارت برايس
ستيوارت برايس (بالإنجليزية: Stuart Price)‏ هو منتج أسطوانات وملحن ودي جيه بريطاني، ولد في 9 سبتمبر 1977 في باريس في فرنسا.

## وصلات خارجية
- ستيوارت برايس على موقع ميوزك برينز (الإنجليزية)
- ستيوارت برايس على موقع ميوزك برينز (الإنجليزية)
- ستيوارت برايس على موقع ميوزك برينز (الإنجليزية)
- ستيوارت برايس على موقع ميوزك برينز (الإنجليزية)
- ستيوارت برايس على موقع ميوزك برينز (الإنجليزية)
- ستيوارت برايس على موقع ميوزك برينز (الإنجليزية)
- ستيوارت برايس على موقع أول ميوزيك (الإنجليزية)
- ستيوارت برايس على موقع أول ميوزيك (الإنجليزية)
- ستيوارت برايس على موقع أول ميوزيك (الإنجليزية)
- ستيوارت برايس على موقع ديسكوغز (الإنجليزية)
- ستيوارت برايس على موقع ديسكوغز (الإنجليزية)